# Río Ibi
El río Ibi (揖斐川 Ibi-gawa?) nace del río Kiso localizado en la prefectura de Gifu y la prefectura de Mie en Japón. Junto con el río Nagara y el río Kiso, el Ibi es el tercero de los Tres Ríos de Kiso de la llanura de Nōbi. Es uno de los ríos más importantes de Japón. Formaba parte de la ruta de Tōkaidō, contenía en su orilla oriental a la parada de Kuwana-juku, la cuadragésima segunda parada durante el periodo Edo.

## Geografía
El río Ibi tiene su naciente en el monte Kanmuri el cual está en el pueblo de Ibigawa en la prefectura de Gifu, desde donde corre hacia el sur. En su recorrido, por momentos, se une a los ríos de Kiso y Nagara. En la ciudad de Kuwana se une al río Nagara y desemboca en la bahía de Ise.

## Comunidades por las que pasa el río
Prefectura de Gifu
Ibigawa (Distrito de Ibi), Ikeda, Ōno, Gōdo (Distrito de Anpachi), Mizunami, Ōgaki, Anpachi (Distrito de Anpachi), Wanōchi, Yōrō (Distrito de Yōrō), Kaizu
Distrito de Mie
Kuwana

## Curiosidades
- Todos los años, el segundo sábado de noviembre, hay una maratón en Ibigawa a lo largo de la ribera del río Ibi.[2]
- Kuwana es considerada el punto donde se encuentran los dialectos de Kansai y de Nagoya.